# 阿梭语
阿梭语也称阿松语是一种在中国云南省江城哈尼族彝族自治县、元江哈尼族彝族傣族自治县、绿春县、金平苗族瑶族傣族自治县和元阳县使用的南部彝语。
据Lefèvre-Pontalis（1892），阿梭语也在越南莱州省使用，并给出了阿梭语的词表。